# USS LST-775
O USS LST-775 foi um navio de guerra norte-americano da classe LST que operou durante a Segunda Guerra Mundial.